# Curling nos Jogos Olímpicos de Inverno de 2006 - Masculino
A competição de curling masculino nos Jogos Olímpicos de Inverno de 2006 aconteceu em Pinerolo.

## Medalhistas
|  | CAN Canadá                                                 |  | FIN Finlândia                                                                 |  | USA Estados Unidos                                             |
|  | Brad Gushue Mark Nichols Russ Howard Jamie Korab Mike Adam |  | Markku Uusipaavalniemi Wille Mäkelä Kalle Kiiskinen Teemu Salo Jani Sullanmaa |  | Pete Fenson Shawn Rojeski Joseph Polo John Shuster Scott Baird |

## Equipes
| País               | Capitão                | Terceira       | Segunda                 | Condutor             | Reserva        | Clube                          |
| ------------------ | ---------------------- | -------------- | ----------------------- | -------------------- | -------------- | ------------------------------ |
| CAN Canadá×        | Brad Gushue            | Mark Nichols   | Russ Howard*            | Jamie Korab          | Mike Adam      | St. John's CC, St. John's      |
| FIN Finlândia      | Markku Uusipaavalniemi | Wille Mäkelä   | Kalle Kiiskinen         | Teemu Salo           | Jani Sullanmaa | Oulunkylä Curling, Helsinque   |
| GER Alemanha       | Andy Kapp              | Uli Kapp       | Oliver Axnick           | Holger Höhne         | Andreas Kempf  | CC Füssen, Füssen              |
| GBR Grã-Bretanha   | David Murdoch          | Ewan MacDonald | Warwick Smith           | Euan Byers           | Craig Wilson   | Lockerbie CC, Lockerbie        |
| ITA Itália         | Joel Retornaz          | Fabio Alvera   | Gian Paolo Zandegiacomo | Antonio Menardi      | Marco Mariani  | CC Dolomiti, Cortina d'Ampezzo |
| NZL Nova Zelândia  | Sean Becker            | Hans Frauenlob | Dan Mustapic            | Lorne De Pape        | Warren Dobson  | Ranfurly CC, Ranfurly          |
| NOR Noruega        | Pål Trulsen            | Lars Vågberg   | Flemming Davanger       | Bent Ånund Ramsfjell | Torger Nergård | Stabekk CC, Oslo               |
| SWE Suécia         | Peja Lindholm          | Tomas Nordin   | Magnus Swartling        | Peter Narup          | Anders Kraupp  | Östersunds CK, Östersund       |
| SUI Suíça          | Ralph Stöckli          | Claudio Pescia | Pascal Sieber           | Marco Battilana      | Simon Strübin  | St Galler Bär CC, Zurique      |
| USA Estados Unidos | Pete Fenson            | Shawn Rojeski  | Joseph Polo             | John Shuster         | Scott Baird    | Bemidji CC, Bemidji            |

## Primeira fase
| País               | Capitão                | V | D | PF | PA | Ends Vencidos | Ends Perdidos | Ends em branco | Ends roubados | %   |
| ------------------ | ---------------------- | - | - | -- | -- | ------------- | ------------- | -------------- | ------------- | --- |
| FIN Finlândia      | Markku Uusipaavalniemi | 7 | 2 | 53 | 40 | 32            | 31            | 23             | 9             | 78% |
| CAN Canadá         | Brad Gushue            | 6 | 3 | 66 | 46 | 47            | 31            | 9              | 23            | 80% |
| USA Estados Unidos | Pete Fenson            | 6 | 3 | 66 | 47 | 36            | 33            | 16             | 13            | 80% |
| GBR Grã-Bretanha   | David Murdoch          | 6 | 3 | 59 | 49 | 36            | 31            | 17             | 12            | 81% |
| NOR Noruega        | Pål Trulsen            | 5 | 4 | 57 | 47 | 33            | 32            | 17             | 9             | 78% |
| SUI Suíça          | Ralph Stöckli          | 5 | 4 | 56 | 45 | 31            | 34            | 18             | 10            | 76% |
| ITA Itália         | Joël Retornaz          | 4 | 5 | 47 | 66 | 37            | 38            | 10             | 7             | 70% |
| GER Alemanha       | Andy Kapp              | 3 | 6 | 53 | 55 | 34            | 34            | 17             | 12            | 77% |
| SWE Suécia         | Peja Lindholm          | 3 | 6 | 45 | 68 | 31            | 40            | 12             | 4             | 78% |
| NZL Nova Zelândia  | Sean Becker            | 0 | 9 | 37 | 76 | 28            | 41            | 12             | 6             | 69% |

### Resultados

#### Primeiro dia
| Equipes                    | LSFE    | 1 | 2 | 3 | 4 | 5 | 6 | 7 | 8 | 9 | 10 | Final |
| -------------------------- | ------- | - | - | - | - | - | - | - | - | - | -- | ----- |
| NZL Nova Zelândia (Becker) |         | 0 | 0 | 0 | 1 | 0 | 1 | 0 | 1 | 0 | 0  | 3     |
| SWE Suécia (Lindholm)      | Martelo | 0 | 0 | 1 | 0 | 3 | 0 | 1 | 0 | 1 | 0  | 6     |

| Equipes                    | LSFE    | 1 | 2 | 3 | 4 | 5 | 6 | 7 | 8 | 9 | 10 | Final |
| -------------------------- | ------- | - | - | - | - | - | - | - | - | - | -- | ----- |
| ITA Itália (Retornaz)      | Martelo | 1 | 0 | 2 | 0 | 1 | 0 | 1 | 0 | 0 | 0  | 5     |
| GBR Grã-Bretanha (Murdoch) |         | 0 | 3 | 0 | 2 | 0 | 1 | 0 | 0 | 0 | 1  | 7     |

| Equipes                     | LSFE    | 1 | 2 | 3 | 4 | 5 | 6 | 7 | 8 | 9 | 10 | Final |
| --------------------------- | ------- | - | - | - | - | - | - | - | - | - | -- | ----- |
| NOR Noruega (Trulsen)       |         | 1 | 0 | 0 | 2 | 0 | 2 | 0 | 0 | X | X  | 5     |
| USA Estados Unidos (Fenson) | Martelo | 0 | 2 | 1 | 0 | 3 | 0 | 0 | 5 | X | X  | 11    |

| Equipes                         | LSFE    | 1 | 2 | 3 | 4 | 5 | 6 | 7 | 8 | 9 | 10 | Final |
| ------------------------------- | ------- | - | - | - | - | - | - | - | - | - | -- | ----- |
| FIN Finlândia (Uusipaavalniemi) |         | 0 | 1 | 0 | 1 | 0 | 0 | 0 | 0 | 0 | X  | 2     |
| SUI Suíça (Stöckli)             | Martelo | 2 | 0 | 1 | 0 | 0 | 1 | 2 | 0 | 1 | X  | 7     |

#### Segundo dia
| Equipes             | LSFE    | 1 | 2 | 3 | 4 | 5 | 6 | 7 | 8 | 9 | 10 | Final |
| ------------------- | ------- | - | - | - | - | - | - | - | - | - | -- | ----- |
| GER Alemanha (Kapp) |         | 2 | 0 | 2 | 0 | 0 | 0 | 0 | 1 | 0 | X  | 5     |
| CAN Canadá (Gushue) | Martelo | 0 | 2 | 0 | 3 | 1 | 1 | 1 | 0 | 2 | X  | 10    |

| Equipes                         | LSFE    | 1 | 2 | 3 | 4 | 5 | 6 | 7 | 8 | 9 | 10 | Final |
| ------------------------------- | ------- | - | - | - | - | - | - | - | - | - | -- | ----- |
| FIN Finlândia (Uusipaavalniemi) |         | 0 | 0 | 0 | 2 | 0 | 0 | 0 | 1 | 0 | 1  | 4     |
| USA Estados Unidos (Fenson)     | Martelo | 0 | 2 | 0 | 0 | 0 | 1 | 0 | 0 | 0 | 0  | 3     |

| Equipes                    | LSFE    | 1 | 2 | 3 | 4 | 5 | 6 | 7 | 8 | 9 | 10 | Final |
| -------------------------- | ------- | - | - | - | - | - | - | - | - | - | -- | ----- |
| GBR Grã-Bretanha (Murdoch) | Martelo | 0 | 1 | 4 | 0 | 0 | 0 | 3 | 0 | 2 | X  | 4     |
| NZL Nova Zelândia (Becker) |         | 1 | 0 | 0 | 0 | 2 | 1 | 0 | 1 | 0 | X  | 5     |

| Equipes               | LSFE    | 1 | 2 | 3 | 4 | 5 | 6 | 7 | 8 | 9 | 10 | Final |
| --------------------- | ------- | - | - | - | - | - | - | - | - | - | -- | ----- |
| ITA Itália (Retornaz) |         | 0 | 0 | 1 | 0 | 0 | 1 | 0 | 2 | 0 | 1  | 5     |
| SWE Suécia (Lindholm) | Martelo | 0 | 2 | 0 | 1 | 0 | 0 | 2 | 0 | 2 | 0  | 7     |

#### Terceiro dia
| Equipes               | LSFE    | 1 | 2 | 3 | 4 | 5 | 6 | 7 | 8 | 9 | 10 | Final |
| --------------------- | ------- | - | - | - | - | - | - | - | - | - | -- | ----- |
| NOR Noruega (Trulsen) |         | 0 | 0 | 0 | 0 | 1 | 0 | 0 | 3 | 3 | X  | 5     |
| SUI Suíça (Stöckli)   | Martelo | 0 | 0 | 0 | 1 | 0 | 1 | 0 | 0 | 0 | X  | 2     |

| Equipes               | LSFE    | 1 | 2 | 3 | 4 | 5 | 6 | 7 | 8 | 9 | 10 | 11 | Final |
| --------------------- | ------- | - | - | - | - | - | - | - | - | - | -- | -- | ----- |
| CAN Canadá (Gushue)   | Martelo | 1 | 0 | 1 | 0 | 1 | 0 | 1 | 0 | 3 | 0  | 0  | 7     |
| SWE Suécia (Lindholm) |         | 0 | 2 | 0 | 1 | 0 | 1 | 0 | 1 | 0 | 2  | 1  | 8     |

| Equipes               | LSFE    | 1 | 2 | 3 | 4 | 5 | 6 | 7 | 8 | 9 | 10 | 11 | Final |
| --------------------- | ------- | - | - | - | - | - | - | - | - | - | -- | -- | ----- |
| GER Alemanha (Kapp)   |         | 0 | 1 | 2 | 0 | 1 | 0 | 0 | 4 | 0 | 0  | 0  | 8     |
| ITA Itália (Retornaz) | Martelo | 1 | 0 | 0 | 2 | 0 | 2 | 0 | 0 | 2 | 1  | 1  | 9     |

| Equipes                     | LSFE    | 1 | 2 | 3 | 4 | 5 | 6 | 7 | 8 | 9 | 10 | Final |
| --------------------------- | ------- | - | - | - | - | - | - | - | - | - | -- | ----- |
| USA Estados Unidos (Fenson) |         | 0 | 2 | 2 | 0 | 2 | 1 | 0 | 3 | X | X  | 10    |
| NZL Nova Zelândia (Becker)  | Martelo | 2 | 0 | 0 | 0 | 0 | 0 | 2 | 0 | X | X  | 4     |

#### Quarto dia
| Equipes                         | LSFE    | 1 | 2 | 3 | 4 | 5 | 6 | 7 | 8 | 9 | 10 | Final |
| ------------------------------- | ------- | - | - | - | - | - | - | - | - | - | -- | ----- |
| FIN Finlândia (Uusipaavalniemi) | Martelo | 0 | 0 | 2 | 0 | 0 | 0 | 2 | 0 | 0 | 2  | 6     |
| NZL Nova Zelândia (Becker)      |         | 0 | 2 | 0 | 0 | 1 | 1 | 0 | 1 | 0 | 0  | 5     |

| Equipes               | LSFE    | 1 | 2 | 3 | 4 | 5 | 6 | 7 | 8 | 9 | 10 | Final |
| --------------------- | ------- | - | - | - | - | - | - | - | - | - | -- | ----- |
| SWE Suécia (Lindholm) |         | 1 | 0 | 1 | 1 | 0 | 1 | 0 | 0 | X | X  | 4     |
| NOR Noruega (Trulsen) | Martelo | 0 | 4 | 0 | 0 | 2 | 0 | 2 | 1 | X | X  | 9     |

| Equipes                    | LSFE    | 1 | 2 | 3 | 4 | 5 | 6 | 7 | 8 | 9 | 10 | Final |
| -------------------------- | ------- | - | - | - | - | - | - | - | - | - | -- | ----- |
| CAN Canadá (Gushue)        |         | 1 | 1 | 0 | 3 | 0 | 1 | 1 | 0 | 2 | X  | 9     |
| GBR Grã-Bretanha (Murdoch) | Martelo | 0 | 0 | 2 | 0 | 1 | 0 | 0 | 2 | 0 | X  | 5     |

#### Quinto dia
| Equipes                     | LSFE    | 1 | 2 | 3 | 4 | 5 | 6 | 7 | 8 | 9 | 10 | Final |
| --------------------------- | ------- | - | - | - | - | - | - | - | - | - | -- | ----- |
| USA Estados Unidos (Fenson) |         | 0 | 0 | 0 | 0 | 2 | 0 | 2 | 0 | 0 | 1  | 5     |
| ITA Itália (Retornaz)       | Martelo | 0 | 0 | 1 | 1 | 0 | 2 | 0 | 1 | 1 | 0  | 6     |

| Equipes                    | LSFE    | 1 | 2 | 3 | 4 | 5 | 6 | 7 | 8 | 9 | 10 | Final |
| -------------------------- | ------- | - | - | - | - | - | - | - | - | - | -- | ----- |
| GBR Grã-Bretanha (Murdoch) |         | 0 | 0 | 0 | 1 | 0 | 0 | 2 | 0 | 2 | 1  | 6     |
| NOR Noruega (Trulsen)      | Martelo | 0 | 1 | 0 | 0 | 0 | 1 | 0 | 1 | 0 | 0  | 3     |

| Equipes             | LSFE    | 1 | 2 | 3 | 4 | 5 | 6 | 7 | 8 | 9 | 10 | Final |
| ------------------- | ------- | - | - | - | - | - | - | - | - | - | -- | ----- |
| CAN Canadá (Gushue) | Martelo | 1 | 0 | 0 | 1 | 1 | 1 | 1 | 1 | 0 | 1  | 7     |
| SUI Suíça (Stöckli) |         | 0 | 1 | 3 | 0 | 0 | 0 | 0 | 0 | 1 | 0  | 5     |

| Equipes                         | LSFE    | 1 | 2 | 3 | 4 | 5 | 6 | 7 | 8 | 9 | 10 | Final |
| ------------------------------- | ------- | - | - | - | - | - | - | - | - | - | -- | ----- |
| GER Alemanha (Kapp)             | Martelo | 0 | 0 | 1 | 0 | 0 | 2 | 0 | 1 | 1 | 0  | 5     |
| FIN Finlândia (Uusipaavalniemi) |         | 0 | 0 | 0 | 0 | 1 | 0 | 0 | 0 | 0 | 1  | 2     |

#### Sexto dia
| Equipes                    | LSFE    | 1 | 2 | 3 | 4 | 5 | 6 | 7 | 8 | 9 | 10 | Final |
| -------------------------- | ------- | - | - | - | - | - | - | - | - | - | -- | ----- |
| GBR Grã-Bretanha (Murdoch) |         | 0 | 0 | 0 | 2 | 0 | 2 | 1 | 0 | 2 | 0  | 7     |
| GER Alemanha (Kapp)        | Martelo | 0 | 0 | 2 | 0 | 0 | 0 | 0 | 2 | 0 | 2  | 6     |

| Equipes                    | LSFE    | 1 | 2 | 3 | 4 | 5 | 6 | 7 | 8 | 9 | 10 | Final |
| -------------------------- | ------- | - | - | - | - | - | - | - | - | - | -- | ----- |
| SUI Suíça (Stöckli)        | Martelo | 2 | 0 | 0 | 0 | 2 | 0 | 1 | 3 | 0 | 1  | 9     |
| NZL Nova Zelândia (Becker) |         | 0 | 2 | 0 | 1 | 0 | 2 | 0 | 0 | 2 | 0  | 7     |

| Equipes                     | LSFE    | 1 | 2 | 3 | 4 | 5 | 6 | 7 | 8 | 9 | 10 | Final |
| --------------------------- | ------- | - | - | - | - | - | - | - | - | - | -- | ----- |
| USA Estados Unidos (Fenson) |         | 0 | 2 | 0 | 2 | 0 | 1 | 0 | 1 | 2 | 2  | 10    |
| SWE Suécia (Lindholm)       | Martelo | 2 | 0 | 2 | 0 | 1 | 0 | 1 | 0 | 0 | 0  | 6     |

| Equipes               | LSFE    | 1 | 2 | 3 | 4 | 5 | 6 | 7 | 8 | 9 | 10 | Final |
| --------------------- | ------- | - | - | - | - | - | - | - | - | - | -- | ----- |
| NOR Noruega (Trulsen) |         | 0 | 0 | 1 | 1 | 1 | 0 | 0 | 0 | 2 | 0  | 5     |
| CAN Canadá (Gushue)   | Martelo | 2 | 1 | 0 | 0 | 0 | 0 | 1 | 1 | 0 | 1  | 6     |

#### Sétimo dia
| Equipes               | LSFE    | 1 | 2 | 3 | 4 | 5 | 6 | 7 | 8 | 9 | 10 | Final |
| --------------------- | ------- | - | - | - | - | - | - | - | - | - | -- | ----- |
| ITA Itália (Retornaz) |         | 0 | 0 | 2 | 0 | 1 | 0 | 0 | X | X | X  | 3     |
| NOR Noruega (Trulsen) | Martelo | 0 | 2 | 0 | 4 | 0 | 1 | 4 | X | X | X  | 11    |

| Equipes                         | LSFE | 1 | 2 | 3 | 4 | 5 | 6 | 7 | 8 | 9 | 10 | Final |
| ------------------------------- | ---- | - | - | - | - | - | - | - | - | - | -- | ----- |
| SWE Suécia (Lindholm)           |      | 0 | 2 | 0 | 2 | 0 | 0 | 0 | 0 | X | X  | 4     |
| FIN Finlândia (Uusipaavalniemi) |      | 3 | 0 | 2 | 0 | 0 | 1 | 3 | 2 | X | X  | 11    |

| Equipes             | LSFE    | 1 | 2 | 3 | 4 | 5 | 6 | 7 | 8 | 9 | 10 | Final |
| ------------------- | ------- | - | - | - | - | - | - | - | - | - | -- | ----- |
| SUI Suíça (Stöckli) |         | 2 | 0 | 0 | 0 | 0 | 2 | 0 | 0 | 4 | 0  | 8     |
| GER Alemanha (Kapp) | Martelo | 0 | 0 | 0 | 1 | 1 | 0 | 1 | 0 | 0 | 1  | 5     |

#### Oitavo dia
| Equipes                    | LSFE    | 1 | 2 | 3 | 4 | 5 | 6 | 7 | 8 | 9 | 10 | Final |
| -------------------------- | ------- | - | - | - | - | - | - | - | - | - | -- | ----- |
| SWE Suécia (Lindholm)      |         | 0 | 0 | 2 | 0 | 0 | 0 | 0 | X | X | X  | 2     |
| GBR Grã-Bretanha (Murdoch) | Martelo | 2 | 2 | 0 | 3 | 0 | 0 | 1 | X | X | X  | 8     |

| Equipes                     | LSFE    | 1 | 2 | 3 | 4 | 5 | 6 | 7 | 8 | 9 | 10 | Final |
| --------------------------- | ------- | - | - | - | - | - | - | - | - | - | -- | ----- |
| USA Estados Unidos (Fenson) | Martelo | 0 | 0 | 2 | 0 | 0 | 1 | 1 | 0 | 2 | 1  | 7     |
| SUI Suíça (Stöckli)         |         | 0 | 0 | 0 | 0 | 1 | 0 | 0 | 2 | 0 | 0  | 3     |

| Equipes                         | LSFE    | 1 | 2 | 3 | 4 | 5 | 6 | 7 | 8 | 9 | 10 | Final |
| ------------------------------- | ------- | - | - | - | - | - | - | - | - | - | -- | ----- |
| FIN Finlândia (Uusipaavalniemi) | Martelo | 0 | 0 | 3 | 0 | 0 | 0 | 4 | 1 | 0 | 0  | 8     |
| CAN Canadá (Gushue)             |         | 2 | 0 | 0 | 0 | 1 | 1 | 0 | 0 | 2 | 1  | 7     |

| Equipes                    | LSFE    | 1 | 2 | 3 | 4 | 5 | 6 | 7 | 8 | 9 | 10 | 11 | Final |
| -------------------------- | ------- | - | - | - | - | - | - | - | - | - | -- | -- | ----- |
| NZL Nova Zelândia (Becker) |         | 0 | 1 | 0 | 1 | 0 | 0 | 1 | 0 | 1 | 1  | 0  | 5     |
| ITA Itália (Retornaz)      | Martelo | 0 | 0 | 2 | 0 | 2 | 0 | 0 | 1 | 0 | 0  | 1  | 6     |

#### Nono dia
| Equipes                     | LSFE    | 1 | 2 | 3 | 4 | 5 | 6 | 7 | 8 | 9 | 10 | Final |
| --------------------------- | ------- | - | - | - | - | - | - | - | - | - | -- | ----- |
| GER Alemanha (Kapp)         |         | 0 | 0 | 1 | 0 | 1 | 0 | 2 | 0 | 1 | X  | 5     |
| USA Estados Unidos (Fenson) | Martelo | 2 | 1 | 0 | 0 | 0 | 2 | 0 | 3 | 0 | 0  | 8     |

| Equipes               | LSFE    | 1 | 2 | 3 | 4 | 5 | 6 | 7 | 8 | 9 | 10 | 11 | Final |
| --------------------- | ------- | - | - | - | - | - | - | - | - | - | -- | -- | ----- |
| CAN Canadá (Gushue)   |         | 0 | 0 | 1 | 0 | 0 | 1 | 1 | 0 | 2 | 1  | 0  | 6     |
| ITA Itália (Retornaz) | Martelo | 2 | 1 | 0 | 1 | 1 | 0 | 0 | 1 | 0 | 0  | 1  | 7     |

| Equipes                    | LSFE    | 1 | 2 | 3 | 4 | 5 | 6 | 7 | 8 | 9 | 10 | Final |
| -------------------------- | ------- | - | - | - | - | - | - | - | - | - | -- | ----- |
| SUI Suíça (Stöckli)        | Martelo | 2 | 0 | 0 | 0 | 0 | 0 | 1 | 2 | 0 | 0  | 5     |
| GBR Grã-Bretanha (Murdoch) |         | 0 | 1 | 1 | 0 | 1 | 0 | 0 | 0 | 2 | 1  | 6     |

| Equipes                         | LSFE    | 1 | 2 | 3 | 4 | 5 | 6 | 7 | 8 | 9 | 10 | Final |
| ------------------------------- | ------- | - | - | - | - | - | - | - | - | - | -- | ----- |
| FIN Finlândia (Uusipaavalniemi) | Martelo | 1 | 0 | 0 | 1 | 3 | 0 | 1 | 0 | 0 | 1  | 7     |
| NOR Noruega (Trulsen)           |         | 0 | 0 | 1 | 0 | 0 | 1 | 0 | 1 | 0 | 0  | 3     |

#### Décimo dia
| Equipes                    | LSFE    | 1 | 2 | 3 | 4 | 5 | 6 | 7 | 8 | 9 | 10 | Final |
| -------------------------- | ------- | - | - | - | - | - | - | - | - | - | -- | ----- |
| NOR Noruega (Trulsen)      |         | 0 | 2 | 0 | 0 | 3 | 0 | 1 | 0 | 2 | 1  | 9     |
| NZL Nova Zelândia (Becker) | Martelo | 1 | 0 | 1 | 0 | 0 | 2 | 0 | 2 | 0 | 0  | 6     |

| Equipes               | LSFE    | 1 | 2 | 3 | 4 | 5 | 6 | 7 | 8 | 9 | 10 | Final |
| --------------------- | ------- | - | - | - | - | - | - | - | - | - | -- | ----- |
| GER Alemanha (Kapp)   |         | 0 | 0 | 0 | 1 | 0 | 4 | 1 | 0 | 0 | 1  | 7     |
| SWE Suécia (Lindholm) | Martelo | 0 | 1 | 0 | 0 | 2 | 0 | 0 | 1 | 1 | 0  | 5     |

| Equipes                         | LSFE    | 1 | 2 | 3 | 4 | 5 | 6 | 7 | 8 | 9 | 10 | Final |
| ------------------------------- | ------- | - | - | - | - | - | - | - | - | - | -- | ----- |
| ITA Itália (Retornaz)           | Martelo | 0 | 1 | 0 | 1 | 1 | 0 | 1 | 0 | 0 | 0  | 4     |
| FIN Finlândia (Uusipaavalniemi) |         | 1 | 0 | 2 | 0 | 0 | 2 | 0 | 0 | 1 | 1  | 7     |

| Equipes                     | LSFE    | 1 | 2 | 3 | 4 | 5 | 6 | 7 | 8 | 9 | 10 | Final |
| --------------------------- | ------- | - | - | - | - | - | - | - | - | - | -- | ----- |
| GBR Grã-Bretanha (Murdoch)  |         | 0 | 1 | 0 | 2 | 1 | 0 | 0 | 1 | 2 | 1  | 8     |
| USA Estados Unidos (Fenson) | Martelo | 2 | 0 | 4 | 0 | 0 | 1 | 2 | 0 | 0 | 0  | 9     |

#### Décimo primeiro dia
| Equipes                         | LSFE    | 1 | 2 | 3 | 4 | 5 | 6 | 7 | 8 | 9 | 10 | Final |
| ------------------------------- | ------- | - | - | - | - | - | - | - | - | - | -- | ----- |
| GBR Grã-Bretanha (Murdoch)      | Martelo | 0 | 0 | 0 | 0 | 1 | 0 | 0 | 0 | 1 | X  | 2     |
| FIN Finlândia (Uusipaavalniemi) |         | 0 | 0 | 3 | 0 | 0 | 1 | 1 | 0 | 0 | X  | 5     |

| Equipes                    | LSFE    | 1 | 2 | 3 | 4 | 5 | 6 | 7 | 8 | 9 | 10 | Final |
| -------------------------- | ------- | - | - | - | - | - | - | - | - | - | -- | ----- |
| NZL Nova Zelândia (Becker) | Martelo | 0 | 0 | 0 | 0 | 1 | 0 | 0 | X | X | X  | 1     |
| CAN Canadá (Gushue)        |         | 1 | 1 | 0 | 1 | 0 | 3 | 3 | X | X | X  | 9     |

| Equipes               | LSFE    | 1 | 2 | 3 | 4 | 5 | 6 | 7 | 8 | 9 | 10 | Final |
| --------------------- | ------- | - | - | - | - | - | - | - | - | - | -- | ----- |
| SWE Suécia (Lindholm) | Martelo | 0 | 0 | 2 | 0 | 0 | 1 | 0 | 0 | 0 | X  | 3     |
| SUI Suíça (Stöckli)   |         | 0 | 1 | 0 | 0 | 2 | 0 | 1 | 3 | 1 | X  | 8     |

| Equipes               | LSFE    | 1 | 2 | 3 | 4 | 5 | 6 | 7 | 8 | 9 | 10 | Final |
| --------------------- | ------- | - | - | - | - | - | - | - | - | - | -- | ----- |
| NOR Noruega (Trulsen) | Martelo | 0 | 0 | 1 | 0 | 0 | 2 | 0 | 1 | 0 | 1  | 5     |
| GER Alemanha (Kapp)   |         | 0 | 1 | 0 | 0 | 1 | 0 | 0 | 0 | 0 | 0  | 2     |

#### Décimo segundo dia
| Equipes               | LSFE    | 1 | 2 | 3 | 4 | 5 | 6 | 7 | 8 | 9 | 10 | Final |
| --------------------- | ------- | - | - | - | - | - | - | - | - | - | -- | ----- |
| SUI Suíça (Stöckli)   | Martelo | 4 | 0 | 1 | 0 | 3 | 2 | X | X | X | X  | 10    |
| ITA Itália (Retornaz) |         | 0 | 1 | 0 | 1 | 0 | 0 | X | X | X | X  | 2     |

| Equipes                    | LSFE    | 1 | 2 | 3 | 4 | 5 | 6 | 7 | 8 | 9 | 10 | Final |
| -------------------------- | ------- | - | - | - | - | - | - | - | - | - | -- | ----- |
| NZL Nova Zelândia (Becker) |         | 0 | 1 | 0 | 0 | 0 | 0 | X | X | X | X  | 1     |
| GER Alemanha (Kapp)        | Martelo | 2 | 0 | 3 | 2 | 2 | 1 | X | X | X | X  | 10    |

| Equipes                     | LSFE    | 1 | 2 | 3 | 4 | 5 | 6 | 7 | 8 | 9 | 10 | Final |
| --------------------------- | ------- | - | - | - | - | - | - | - | - | - | -- | ----- |
| CAN Canadá (Gushue)         | Martelo | 0 | 0 | 0 | 2 | 0 | 0 | 0 | 2 | 1 | 1  | 6     |
| USA Estados Unidos (Fenson) |         | 1 | 0 | 0 | 0 | 1 | 0 | 1 | 0 | 0 | 0  | 3     |

### Semi-finais

#### Semi-final 1
| Equipes                         | LSFE    | 1 | 2 | 3 | 4 | 5 | 6 | 7 | 8 | 9 | 10 | Final |
| ------------------------------- | ------- | - | - | - | - | - | - | - | - | - | -- | ----- |
| FIN Finlândia (Uusipaavalniemi) | Martelo | 0 | 1 | 0 | 0 | 0 | 2 | 0 | 0 | 0 | 1  | 4     |
| GBR Grã-Bretanha (Murdoch)      |         | 0 | 0 | 0 | 0 | 1 | 0 | 1 | 0 | 1 | 0  | 3     |

#### Semi-final 2
| Equipes                     | LSFE    | 1 | 2 | 3 | 4 | 5 | 6 | 7 | 8 | 9 | 10 | Final |
| --------------------------- | ------- | - | - | - | - | - | - | - | - | - | -- | ----- |
| CAN Canadá (Gushue)         | Martelo | 0 | 2 | 0 | 2 | 0 | 2 | 0 | 0 | 5 | X  | 11    |
| USA Estados Unidos (Fenson) |         | 1 | 0 | 1 | 0 | 1 | 0 | 0 | 2 | 0 | X  | 5     |

### Disputa pelo bronze
| Equipes                     | LSFE    | 1 | 2 | 3 | 4 | 5 | 6 | 7 | 8 | 9 | 10 | Final |
| --------------------------- | ------- | - | - | - | - | - | - | - | - | - | -- | ----- |
| USA Estados Unidos (Fenson) | Martelo | 1 | 0 | 3 | 0 | 0 | 2 | 0 | 1 | 0 | 1  | 8     |
| GBR Grã-Bretanha (Murdoch)  |         | 0 | 1 | 0 | 1 | 0 | 0 | 3 | 0 | 1 | 0  | 6     |

### Final
| Equipes                         | LSFE    | 1 | 2 | 3 | 4 | 5 | 6 | 7 | 8 | 9 | 10 | Final |
| ------------------------------- | ------- | - | - | - | - | - | - | - | - | - | -- | ----- |
| FIN Finlândia (Uusipaavalniemi) | Martelo | 2 | 0 | 0 | 0 | 1 | 0 | 0 | 1 | X | X  | 4     |
| CAN Canadá (Gushue)             |         | 0 | 2 | 1 | 1 | 0 | 6 | 0 | 0 | X | X  | 10    |

## Classificação final
| Pos.   | País               |
| ------ | ------------------ |
| Ouro   | CAN Canadá         |
| Prata  | FIN Finlândia      |
| Bronze | USA Estados Unidos |
| 4      | GBR Grã-Bretanha   |
| 5      | NOR Noruega        |
| 6      | SUI Suíça          |
| 7      | ITA Itália         |
| 8      | GER Alemanha       |
| 9      | SWE Suécia         |
| 10     | NZL Nova Zelândia  |